# José Luis Poyato Ariza
José Luis Poyato Ariza (Cartagena, 29 de diciembre de 1952) es un militar español en la reserva del Cuerpo Jurídico Militar que alcanzó la jefatura de este cuerpo en marzo de 2010, cuando fue nombrado Asesor Jurídico General de la Defensa.
Licenciado en Derecho, ingresó en el Cuerpo Jurídico de la Armada en 1978. Ha ocupado diferentes destinos en la Auditoría de la Zona Marítima del Mediterráneo y los de Jefe de las Asesorías Jurídicas del Estado Mayor de la Defensa, del Cuartel General de la Armada, de la Dirección General de la Guardia Civil y de la Asesoría Jurídica General de la Defensa, cargo al que accedió en 2010, cesando en septiembre de 2013.